# Pointe du Toulinguet
La pointe de Toulinguet est un cap situé à l'extrémité de la presqu'île de Crozon, sur la commune de Camaret-sur-Mer (région Bretagne, France).

## Toponyme
Le Toulinguet vient du breton Toul inged, signifiant trou du pluvier. Ce toponyme fait référence à une des roches en mer, percée.

## Batteries de la pointe du Toulinguet
Les ouvrages connus sont :
- site préhistorique fortifié
- Batterie basse de Vauban - il ne reste qu'une plate-forme difficile à repérer.
- Tour modèle no 3 (1812) avec mur d'enceinte - voir Tour-modèle type 1811
- 4 batterie (1883 et 1899)

Les batteries de la pointe du Toulinguet date de la fin du XIXe siècle ; elle est constituée d'une tour d'artillerie ceinte de remparts.
Ce site est interdit d'accès car il se situe sur le terrain militaire de la Marine nationale du sémaphore du Toulinguet (construit en 1949).
On y trouve aussi le phare du Toulinguet datant de 1848.

## Géologie

Cadre géologique de la pointe du Toulinguet.

Cette avancée rocheuse élevée se situe dans la presqu'île de Crozon qui correspond au prolongement occidental du synclinorium médio-armoricain. La région est constituée d'un socle de schistes briovériens (-550 Ma) sur lequel reposent des séries paléozoïques du début de l'ordovicien (-480 Ma) à la fin du dévonien (-360 Ma), avec notamment les grès armoricains (cette formation qui peut atteindre 1 000 m dans le Sud de la presqu'île a été marquée par une forte subsidence). De grands plis hercyniens affectent toute la région. La pointe est au cœur de l'anticlinal de Mort-Anglaise -
Le Toulinguet affecté par le décrochement de la faille Kerforne correspond à la mise en relief de puissants bancs de grès quartzique armoricain (bancs massifs de quartzites gris-beige clairs). Le trait dominant de la géomorphologie de cette région est l'inversion de relief résultat de l'érosion différentielle.
La pointe du Toulinguet permet d'observer la stratigraphie du grès armoricain : grès inférieur à la pointe, schistes du Gador, puis grès supérieur.

## Naufrage
Le cargo britannique Swansea-Vale, de 1 310 tonneaux, heurta le 8 août 1918 les roches du Trépied, à l'ouest de la Pointe du Toulinguet et coula à mi-distance entre celle-ci et le fort de Bertheaume. L'équipage eut le temps d'évacuer.

## Galerie

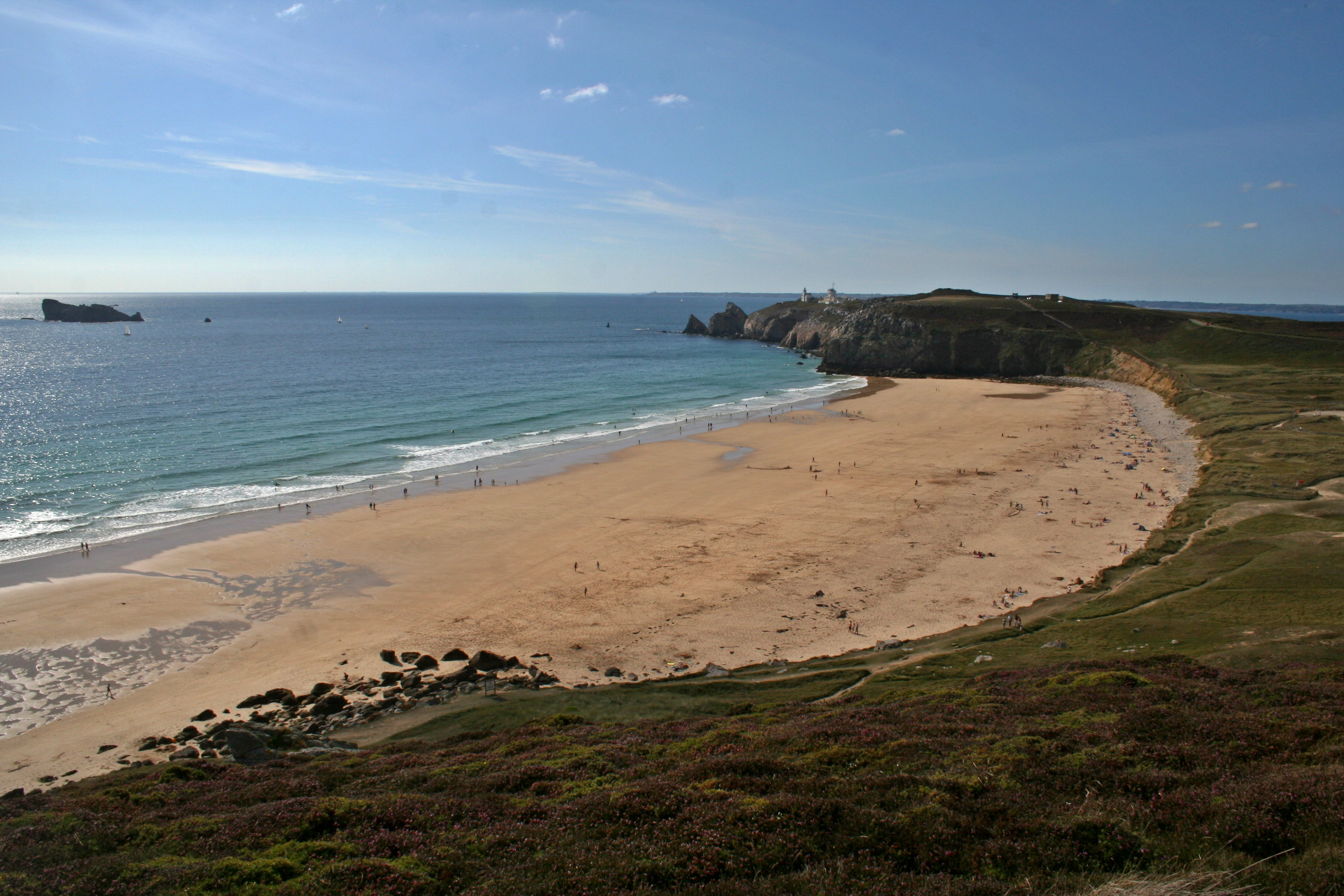
Anse de Pen Hat et Ar Gest, le « Rocher du Lion »
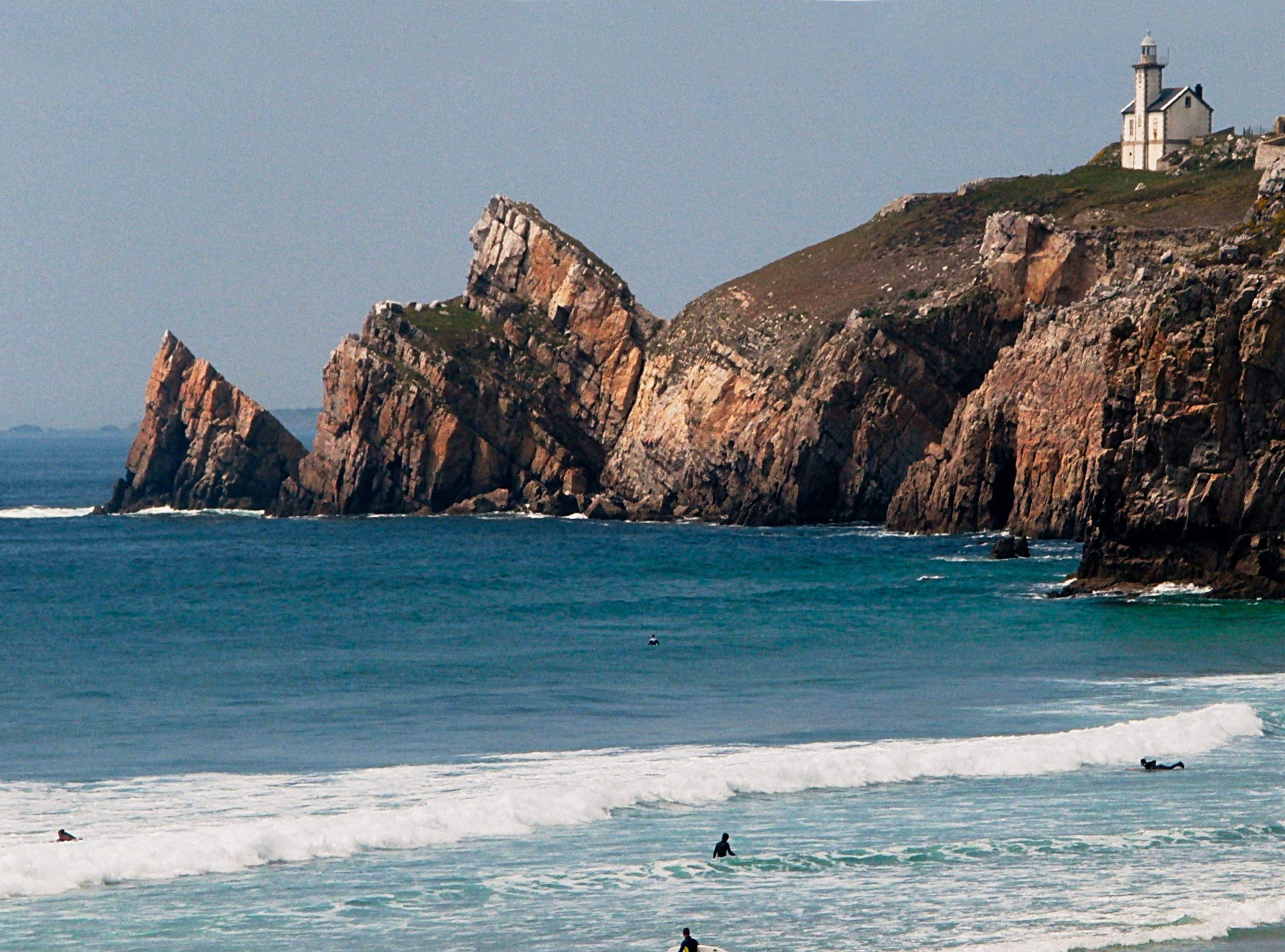
La Pointe du Toulinguet.
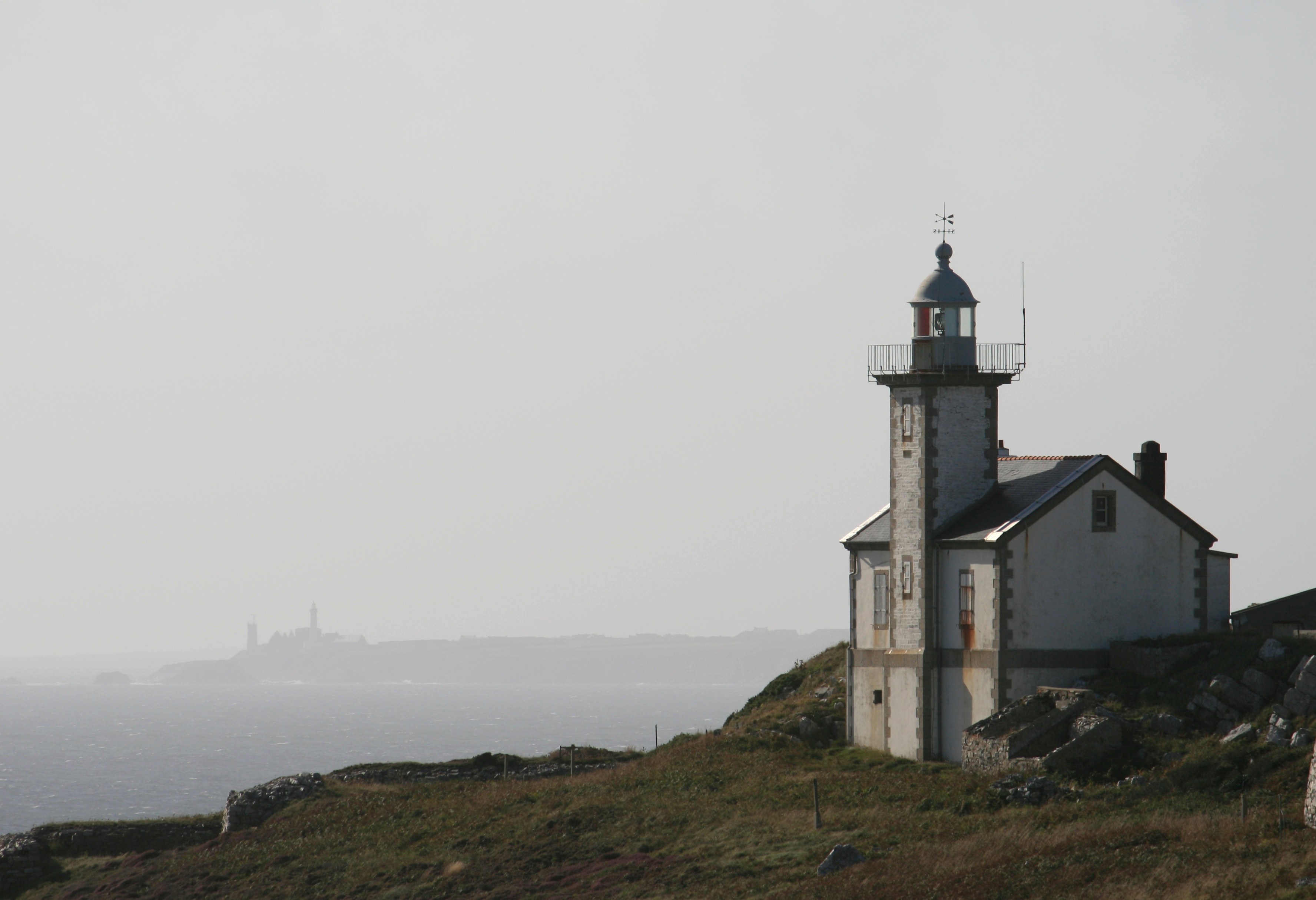
Le phare du Toulinguet
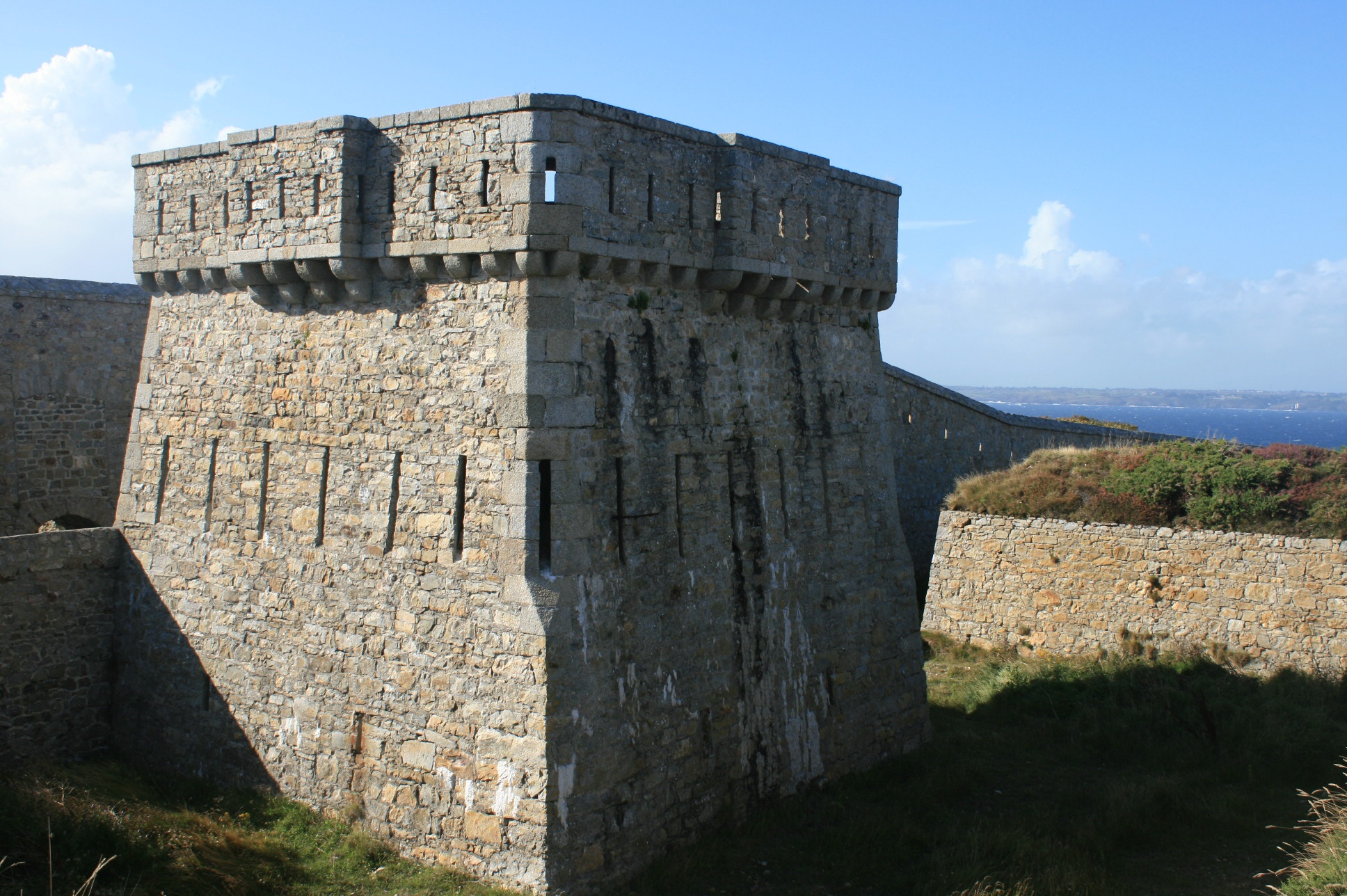
La tour-modèle no 3 type 1811